# Klosterrode
Klosterrode is een plaats in Duitsland. Het een ortsteil van de gemeente Blankenheim in de Duitse deelstaat Saksen-Anhalt, en maakt deel uit van de Landkreis Mansfeld-Südharz.